# Cottsia scandens
Cottsia scandens är en tvåhjärtbladig växtart som beskrevs av Marcel Marie Maurice Dubard och Dop. Cottsia scandens ingår i släktet Cottsia och familjen Malpighiaceae. Inga underarter finns listade i Catalogue of Life.